# Weit im Osten
Weit im Osten ist ein US-amerikanisches Filmdrama des Regisseurs David Wark Griffith aus dem Jahr 1920. Der Film basiert auf Lottie Blair Parkers Theaterstück Annie Laurie, das im späten 19. Jahrhundert ein landesweiter Erfolg gewesen war, sowie dem Stück Way Down East von William A. Brady und Joseph R. Grismer.

## Handlung

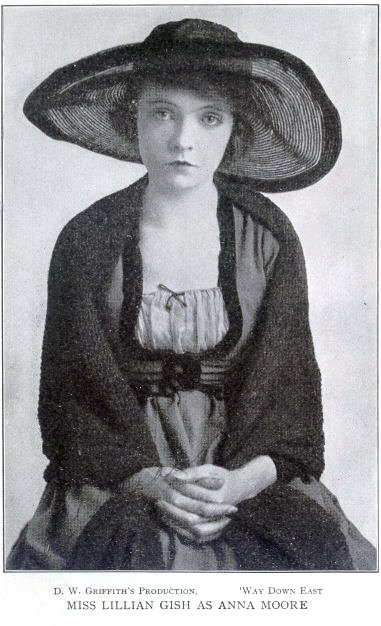
Lillian Gish in Weit im Osten

Anna Moore, eine junge Frau aus Neuengland, verfällt in Boston dem Charme des reichen Lennox Sanderson. Dieser bringt sie mit einer vorgetäuschten Hochzeit dazu, mit ihm zu schlafen. Als Anna schwanger wird, gesteht Lennox ihr, dass die Trauungszeremonie ein Schwindel war und verlässt sie.
Nach dem Tod ihrer Mutter und ihres Sohnes findet Anna, wegen ihres unehelichen Kindes von der Gesellschaft verstoßen, Arbeit auf der Farm von Squire Bartlett und verliebt sich in dessen Sohn David. Als Lennox auftaucht und Squire von Annas Vergangenheit erfährt, schickt er sie fort. In einem Schneesturm läuft Anna auf einen zugefrorenen Fluss hinaus und droht in einem Wasserfall zu ertrinken. In letzter Minute wird sie von David gerettet. Der Film endet mit der Hochzeit der beiden.

## Hintergrund
Weit im Osten hatte am 3. September 1920 im New Yorker 44th Street Theatre Premiere. Er spielte bei einem Budget von 700.000 Dollar (9.469.000 Euro) allein in den Vereinigten Staaten 4,5 Millionen Dollar (60.872.000 Euro) ein. Weit im Osten ist damit Griffiths zweiterfolgreichster Film und der vierterfolgreichste Stummfilm aller Zeiten.
Clarine Seymour war eigentlich für die Rolle der Nichte besetzt, starb aber inmitten der Dreharbeiten mit nur 21 Jahren an den Folgen eines Darmverschlusses. Daraufhin wurde Mary Hay für die Figur engagiert.
1935 entstand unter demselben Titel eine Neuverfilmung unter Regie von Henry King mit Rochelle Hudson als Anna Moore und Henry Fonda als David Bartlett.

## Kritik
- Lexikon des internationalen Films: „Das nicht nur filmhistorisch interessante Stummfilmdrama war die (nach „The Birth of a Nation“) kommerziell erfolgreichste Produktion Griffiths. Vor allem für Lillian Gish schuf er eindrucksvolle Szenen, die nichts von ihrer Wirkung eingebüßt haben.“[1]
- 50 Jahre nach der Entstehung des Werkes urteilte der Evangelische Film-Beobachter: Von D. W. Griffith zu einem strapazenreichen Monumentalfilm ausgewalztes Melodram aus dem Jahr 1920. Heute kaum mehr von Interesse.[2]